# Carlos Kayath
Carlos Jehá Kayath (Belém, 17 de outubro de 1959) é um advogado, professor e político brasileiro.

## Biografia

### Formação acadêmica e primeiros anos
Nasceu em Belém, capital do estado Pará, no dia 17 de outubro de 1959. Seu pai foi o médico, professor e político paraense Henry Checralla Kayath, que foi secretário de Saúde, Secretário da Produção e Secretário de Finanças do Estado do Pará, e por último Superintendente da SUDAM. É também sobrinho-neto de Waldyr Bouhid que foi deputado estadual, presidente da Assembleia Legislativa, prefeito de Belém, senador e assumiu o governo do Estado em substituição, por diversas ocasiões.
Mudou-se para o Rio de Janeiro, onde estudou Direito na Universidade Federal do Rio de Janeiro (UFRJ) entre os anos de 1978 a 1982, onde foi secretário-geral e depois presidente do Centro Acadêmico Cândido de Oliveira (CACO) e posteriormente estudou comércio exterior na Fundação Getulio Vargas (FGV) e Direito Penitenciário Civil na Universidade Federal do Rio de Janeiro.
Obteve mestrado em Direito Internacional Comercial pela Universidade da Califórnia, no campus de Davis, em programa conjunto com a Universidade de Berkeley.

### Atuação
Foi consultor do Banco do Estado do Pará (Banpará) e assessor da  Superintendência do Desenvolvimento da Amazônia (SUDAM). Em 1987, tornou-se professor-assistente da União das Escolas Superiores do Estado do Pará na cadeira de Introdução à Ciência Política e depois foi professor de Direito Internacional na Faculdade de Direito da Estácio Pará - FAP. .
Advogado militante, foi conselheiro seccional da Ordem dos Advogados do Brasil (OAB) Pará em dois mandatos (2013 a 2019) e membro consultor da Comissão Nacional de Direito Ambiental do Conselho Federal da OAB.
Na eleição presidencial de 2014, integrou uma lista de professores de Direito e advogados que apoiavam a candidatura do Partido dos Trabalhadores (PT) e a recondução de Dilma Rousseff ao cargo de Presidente. No ano de 2016, foi nomeado em lista tríplice juiz substituto do Tribunal Regional Eleitoral do Pará (TRE-PA) pela presidenta Dilma Rousseff.
Em 2021, foi nomeado Procurador-Geral da Assembleia Legislativa do Pará (ALEPA), permanecendo no cargo até 2 de maio de 2022 quando foi nomeado Chefe de Gabinete do Governador Helder Barbalho (MDB), cargo no qual permanece.
Também no ano de 2022, integrou a equipe de transição gerida por Geraldo Alckmin (PSB) para o terceiro governo do Presidente Lula. Kayath integrou a ala de desenvolvimento regional. Durante à campanha presidencial de Lula, Kayath, declarou apoio apoio a candidatura de Luiz Inácio Lula da Silva.

### Carreira Política
Em 1986, filiou-se ao Movimento Democrático Brasileiro (MDB) e pleiteou o cargo de Deputado estadual do Pará. Foi eleito com 21.406 votos, sendo a maior votação do estado na ocasião.
No ano de 1990, filiou-se ao Partido Trabalhista Brasileiro (PTB) e candidatou-se a deputado federal sendo eleito para o cargo com 26.071 votos. Como parlamentar, foi vice líder do PTB na câmara e integrou a Comissão parlamentar de inquérito (CPI) de Privatização da Viação Aérea São Paulo (VASP). Votou de maneira favorável ao Impeachment de Fernando Collor. Ao fim de seu mandato como deputado federal, renunciou ao cargo para assumir o cargo de Secretário de Administração do Pará no mandato de Almir Gabriel (PSDB), permanecendo ao cargo até setembro de 1995 quando foi substituído por Madel Gonçalves de Moraes. Retornou ao cargo após alguns dias, permanecendo no mesmo até abril de 1996.
Em janeiro de 1989 foi nomeado Secretário de Estado de Trabalho e Promoção Social, licenciando-se da Assembleia Legislativa para exercer este cargo. Retorna a Assembleia para exercer a função de deputado constituinte, reassumindo a secretaria após a promulgação da nova Constituição do Estado do Pará.
Exerceu ainda os cargos de Secretário de Estado de Indústria, Comércio e Mineração entre abril de 1996 e abril de 1998, e de Secretário de Estado de Administração de janeiro de 1999 a abril de 2002.
Por duas tentativas, em 1998 e 2002 tentou reeleger-se ao cargo de deputado federal mas não obteve êxito, ficando na primeira suplência em ambas as ocasiões. Foi presidente do diretório estadual do PTB do Pará de 1993 a 2002.

### Desempenho eleitoral
| Ano  | Cargo                     | Partido | Votos  | Resultado  | Ref.   |
| ---- | ------------------------- | ------- | ------ | ---------- | ------ |
| 1986 | Deputado estadual do Pará | MDB     | 21.406 | Eleito     | [ 15 ] |
| 1990 | Deputado federal do Pará  | PTB     | 26.071 | Eleito     | [ 22 ] |
| 1998 | Deputado federal do Pará  | PTB     | 23.870 | Não eleito | [ 23 ] |
| 2002 | Deputado federal do Pará  | PTB     | 31.456 | Não eleito | [ 24 ] |